# Grand Prix automobile de Bahreïn 2007
GP précédent GP suivant
Le Grand Prix automobile de Bahreïn 2007 (2007 Formula 1 Gulf Air Bahrain Grand Prix), disputé sur le circuit international de Sakhir le 15 avril 2007 est la 771e épreuve de l'histoire du championnat du monde de Formule 1 courue depuis 1950 et la troisième manche du championnat 2007. La course s'est disputée sur 57 tours du circuit de 5,417 km, soit une distance totale de 308,769 km.

## Essais libres

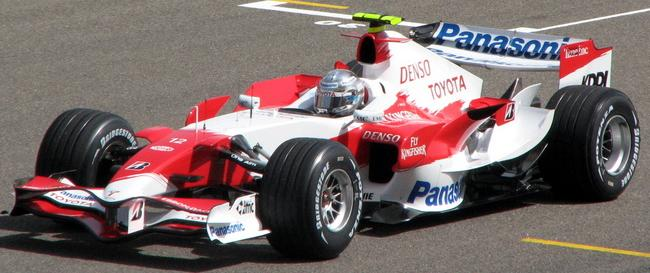
Jarno Trulli à Bahreïn en 2007

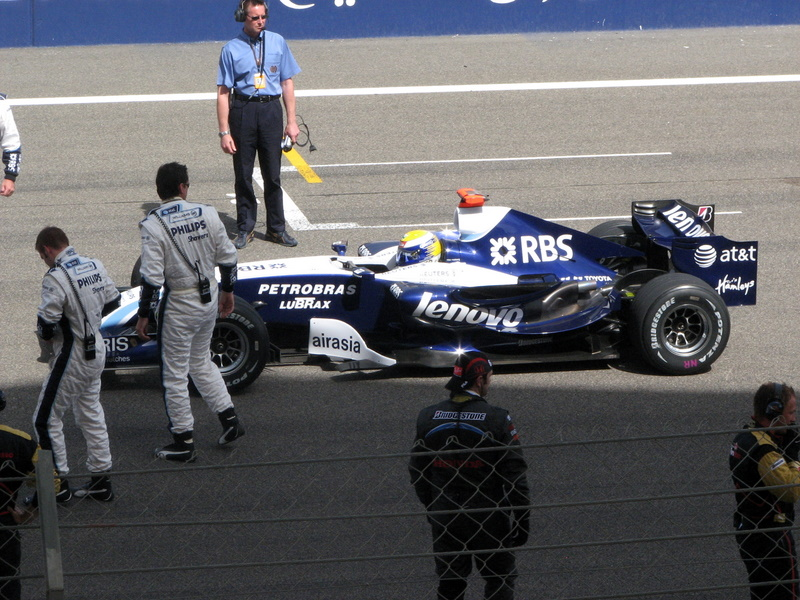
Nico Rosberg à Bahreïn en 2007

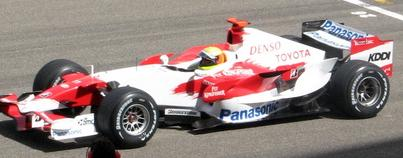
Ralf Schumacher à Bahreïn en 2007

### Vendredi matin
| Pos. | Pilote          | Voiture          | Chrono         | Écart     |
| ---- | --------------- | ---------------- | -------------- | --------- |
| 1    | Kimi Räikkönen  | Ferrari          | 1 min 33 s 162 |           |
| 2    | Felipe Massa    | Ferrari          | 1 min 33 s 679 | + 0 s 517 |
| 3    | Lewis Hamilton  | McLaren-Mercedes | 1 min 34 s 110 | + 0 s 948 |
| 4    | Fernando Alonso | McLaren-Mercedes | 1 min 34 s 161 | + 0 s 999 |
| 5    | Jarno Trulli    | Toyota           | 1 min 34 s 896 | + 1 s 734 |
| 6    | Nick Heidfeld   | BMW Sauber       | 1 min 35 s 076 | + 1 s 914 |

### Vendredi après-midi
| Pos. | Pilote          | Voiture          | Chrono         | Écart     |
| ---- | --------------- | ---------------- | -------------- | --------- |
| 1    | Kimi Räikkönen  | Ferrari          | 1 min 33 s 527 |           |
| 2    | Lewis Hamilton  | McLaren-Mercedes | 1 min 33 s 540 | + 0 s 013 |
| 3    | Robert Kubica   | BMW Sauber       | 1 min 33 s 732 | + 0 s 205 |
| 4    | Felipe Massa    | Ferrari          | 1 min 33 s 772 | + 0 s 245 |
| 5    | Fernando Alonso | McLaren-Mercedes | 1 min 33 s 784 | + 0 s 257 |
| 6    | Alexander Wurz  | Williams-Toyota  | 1 min 33 s 973 | + 0 s 446 |

### Samedi matin
| Pos. | Pilote           | Voiture           | Chrono         | Écart     |
| ---- | ---------------- | ----------------- | -------------- | --------- |
| 1    | Lewis Hamilton   | McLaren-Mercedes  | 1 min 32 s 543 |           |
| 2    | Kimi Räikkönen   | Ferrari           | 1 min 32 s 549 | + 0 s 006 |
| 3    | Nick Heidfeld    | BMW Sauber        | 1 min 32 s 652 | + 0 s 109 |
| 4    | Robert Kubica    | BMW Sauber        | 1 min 32 s 755 | + 0 s 212 |
| 5    | Anthony Davidson | Super Aguri-Honda | 1 min 32 s 900 | + 0 s 257 |
| 6    | Felipe Massa     | Ferrari           | 1 min 32 s 950 | + 0 s 407 |

## Grille de départ

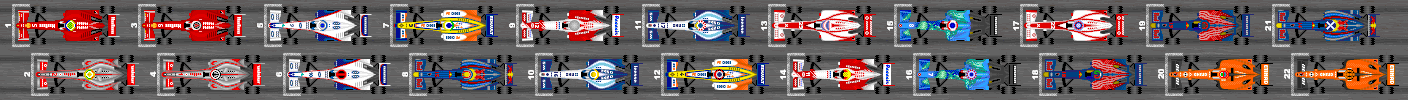
La grille de départ du Grand Prix

| Pos. | Pilote               | Écurie             | Qualifications 1 | Qualifications 2 | Qualifications 3 |
| ---- | -------------------- | ------------------ | ---------------- | ---------------- | ---------------- |
| 1    | Felipe Massa         | Ferrari            | 1 min 32 s 443   | 1 min 31 s 359   | 1 min 32 s 652   |
| 2    | Lewis Hamilton       | McLaren-Mercedes   | 1 min 32 s 580   | 1 min 31 s 752   | 1 min 32 s 935   |
| 3    | Kimi Räikkönen       | Ferrari            | 1 min 33 s 161   | 1 min 31 s 812   | 1 min 32 s 935   |
| 4    | Fernando Alonso      | McLaren-Mercedes   | 1 min 33 s 049   | 1 min 32 s 214   | 1 min 33 s 192   |
| 5    | Nick Heidfeld        | BMW Sauber         | 1 min 33 s 164   | 1 min 32 s 154   | 1 min 33 s 404   |
| 6    | Robert Kubica        | BMW Sauber         | 1 min 33 s 348   | 1 min 32 s 292   | 1 min 33 s 710   |
| 7    | Giancarlo Fisichella | Renault            | 1 min 33 s 556   | 1 min 32 s 889   | 1 min 34 s 056   |
| 8    | Mark Webber          | Red Bull-Renault   | 1 min 33 s 496   | 1 min 32 s 808   | 1 min 34 s 106   |
| 9    | Jarno Trulli         | Toyota             | 1 min 33 s 218   | 1 min 32 s 429   | 1 min 34 s 154   |
| 10   | Nico Rosberg         | Williams-Toyota    | 1 min 33 s 349   | 1 min 32 s 815   | 1 min 34 s 399   |
| 11   | Alexander Wurz       | Williams-Toyota    | 1 min 33 s 759   | 1 min 32 s 915   |                  |
| 12   | Heikki Kovalainen    | Renault            | 1 min 33 s 467   | 1 min 32 s 935   |                  |
| 13   | Anthony Davidson     | Super Aguri-Honda  | 1 min 33 s 299   | 1 min 33 s 082   |                  |
| 14   | Ralf Schumacher      | Toyota             | 1 min 33 s 923   | 1 min 33 s 294   |                  |
| 15   | Rubens Barrichello   | Honda              | 1 min 33 s 776   | 1 min 33 s 624   |                  |
| 16   | Jenson Button        | Honda              | 1 min 33 s 967   | 1 min 33 s 731   |                  |
| 17   | Takuma Satō          | Super Aguri-Honda  | 1 min 33 s 984   |                  |                  |
| 18   | Vitantonio Liuzzi    | Toro Rosso-Ferrari | 1 min 34 s 024   |                  |                  |
| 19   | Scott Speed          | Toro Rosso-Ferrari | 1 min 34 s 333   |                  |                  |
| 20   | Adrian Sutil         | Spyker-Ferrari     | 1 min 35 s 280   |                  |                  |
| 21   | David Coulthard      | Red Bull-Renault   | 1 min 35 s 341   |                  |                  |
| 22   | Christijan Albers    | Spyker-Ferrari     | 1 min 35 s 533   |                  |                  |

## Course

### Classement de la course

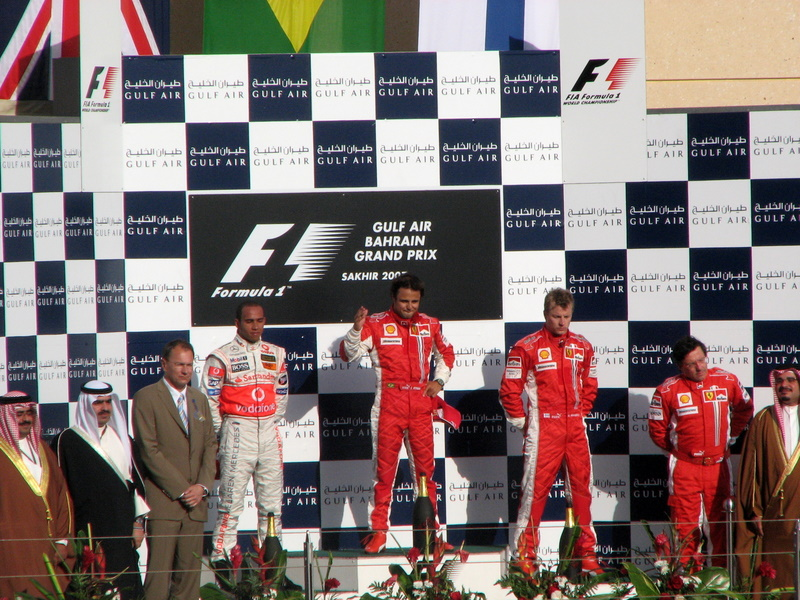
Le podium du Grand Prix.

| Pos. | no | Pilote               | Écurie             | Tours | Temps/Abandon                      | Grille | Points |
| ---- | -- | -------------------- | ------------------ | ----- | ---------------------------------- | ------ | ------ |
| 1    | 5  | Felipe Massa         | Ferrari            | 57    | 1 h 33 min 27 s 515 (197,887 km/h) | 1      | 10     |
| 2    | 2  | Lewis Hamilton       | McLaren-Mercedes   | 57    | +2 s 360                           | 2      | 8      |
| 3    | 6  | Kimi Räikkönen       | Ferrari            | 57    | +10 s 839                          | 3      | 6      |
| 4    | 9  | Nick Heidfeld        | BMW Sauber         | 57    | +13 s 831                          | 5      | 5      |
| 5    | 1  | Fernando Alonso      | McLaren-Mercedes   | 57    | +14 s 426                          | 4      | 4      |
| 6    | 10 | Robert Kubica        | BMW Sauber         | 57    | +45 s 529                          | 6      | 3      |
| 7    | 12 | Jarno Trulli         | Toyota             | 57    | +1 min 21 s 371                    | 9      | 2      |
| 8    | 3  | Giancarlo Fisichella | Renault            | 57    | +1 min 21 s 701                    | 7      | 1      |
| 9    | 4  | Heikki Kovalainen    | Renault            | 57    | +1 min 29 s 411                    | 12     |        |
| 10   | 16 | Nico Rosberg         | Williams-Toyota    | 57    | +1 min 29 s 916                    | 10     |        |
| 11   | 17 | Alexander Wurz       | Williams-Toyota    | 56    | +1 tour                            | 11     |        |
| 12   | 11 | Ralf Schumacher      | Toyota             | 56    | +1 tour                            | 14     |        |
| 13   | 8  | Rubens Barrichello   | Honda              | 56    | +1 tour                            | 15     |        |
| 14   | 21 | Christijan Albers    | Spyker-Ferrari     | 55    | +2 tours                           | 22     |        |
| 15   | 20 | Adrian Sutil         | Spyker-Ferrari     | 53    | +4 tours                           | 20     |        |
| 16   | 23 | Anthony Davidson     | Super Aguri-Honda  | 51    | Moteur                             | 13     |        |
| Abd. | 15 | Mark Webber          | Red Bull-Renault   | 41    | Boîte de vitesses                  | 8      |        |
| Abd. | 14 | David Coulthard      | Red Bull-Renault   | 36    | Arbre de transmission              | 21     |        |
| Abd. | 22 | Takuma Satō          | Super Aguri-Honda  | 34    | Moteur                             | 17     |        |
| Abd. | 18 | Vitantonio Liuzzi    | Toro Rosso-Ferrari | 26    | Panne hydraulique                  | 18     |        |
| Abd. | 7  | Jenson Button        | Honda              | 0     | Accident provoqué par Sutil        | 16     |        |
| Abd. | 19 | Scott Speed          | Toro Rosso-Ferrari | 0     | Accident provoqué par Sutil        | 19     |        |

### Pole position et record du tour
- Pole position :  Felipe Massa (Ferrari) en 1 min 32 s 652 (vitesse moyenne : 210,284 km/h). Le meilleur temps des qualifications a quant à lui été établi par Massa lors de la Q2 en 1 min 31 s 359[6].
- Meilleur tour en course :  Felipe Massa (Ferrari) en 1 min 34 s 067 au 42e tour (vitesse moyenne : 207,121 km/h)[7].

### Tours en tête
- Felipe Massa (Ferrari) : 51 tours (1-21 / 24-40 / 45-57) ;
- Kimi Räikkönen (Ferrari) : 2 tours (22-23) ;
- Lewis Hamilton (McLaren-Mercedes) : 4 tours (41-44)[8].

## Classements généraux à l'issue de la course
| Pos. | Pilote               | Écurie           | Points |
| ---- | -------------------- | ---------------- | ------ |
| 1    | Fernando Alonso      | McLaren-Mercedes | 22     |
| 2    | Kimi Räikkönen       | Ferrari          | 22     |
| 3    | Lewis Hamilton       | McLaren-Mercedes | 22     |
| 4    | Felipe Massa         | Ferrari          | 17     |
| 5    | Nick Heidfeld        | BMW Sauber       | 15     |
| 6    | Giancarlo Fisichella | Renault          | 8      |
| 7    | Jarno Trulli         | Toyota           | 4      |
| 8    | Robert Kubica        | BMW Sauber       | 3      |
| 9    | Nico Rosberg         | Williams-Toyota  | 2      |
| 10   | Ralf Schumacher      | Toyota           | 1      |
| 11   | Heikki Kovalainen    | Renault          | 1      |

| Pos. | Écurie           | Points |
| ---- | ---------------- | ------ |
| 1    | McLaren-Mercedes | 44     |
| 2    | Ferrari          | 39     |
| 3    | BMW Sauber       | 18     |
| 4    | Renault          | 9      |
| 5    | Toyota           | 5      |
| 6    | Williams-Toyota  | 2      |

À la suite de l'affaire d'espionnage, les points de l'écurie McLaren seront rétroactivement supprimés le 13 septembre 2007 par décision du Conseil Mondial de la FIA.

## Statistiques
Le Grand Prix de Bahreïn 2007 représente :
- la 3e victoire de Felipe Massa en Grand Prix[10] ;
- le 1er « hat-trick » de Felipe Massa[11] ;
- la 194e victoire de Ferrari en tant que constructeur[12] ;
- la 194e victoire de Ferrari en tant que motoriste[13].

Au cours de ce Grand Prix :
- C'est la première fois depuis 2003 qu'il y a 3 vainqueurs différents lors des 3 premières courses de la saison.
- Lewis Hamilton est le premier pilote de l'histoire de la Formule 1 à monter sur le podium lors de ses 3 premières courses en championnat du monde (soit une moyenne de 7,33 points par Grand Prix). Giancarlo Baghetti avait réussi à décrocher 3 victoires lors de ses 3 premières participations en F1 en 1961 mais 2 de ces courses se disputaient hors-championnat du monde.
- À l'issue de ce GP, les trois pilotes en tête du championnat du monde totalisent le même nombre de points (22). Depuis la création du championnat du monde en 1950, une telle situation ne s'est produit qu'en une seule autre occasion, à l'issue des 500 miles d'Indianapolis 1950 (qui comptaient pour le championnat du monde de F1), où Giuseppe Farina (vainqueur du GP de Grande-Bretagne), Juan Manuel Fangio (vainqueur du GP de Monaco) et Johnnie Parsons (vainqueur à Indy) avaient tous les trois inscrit 9 points.